# Kelley O'Hara
Kelley Maureen O'Hara, född den 4 augusti 1988 i Peachtree City, Georgia, är en amerikansk fotbollsspelare som spelar för Washington Spirit. Hon spelar främst som högerback.
O'Hara tog OS-guld i damfotbollsturneringen vid de olympiska fotbollsturneringarna 2012 i London. Hon var med och vann VM-guld 2019 i Frankrike med sitt USA.